# Cidão (voleibolista)
Alcídio Michael Ferreira de Mello (São Paulo, 11 de julho de 1965) é ex-voleibolista indoor brasileiro que serviu a  Seleção Brasileira,pela qual conquistou o ouro no Campeonato Sul-Americano de 1989 no Brasil, também disputou a primeira edição da Liga Mundial  em1990 e participou também da edição do ano de 1991, quando conquistou  a medalha de bronze, a primeira medalha brasileira na história da competição e também esteve na equipe brasileira que foi semifinalista no Campeonato Mundial de 1990.

## Carreira
Cidão serviu a seleção principal no Campeonato Sul-Americano  de 1989, este sediado em Curitiba-Brasil, conquistando o ouro e eleito o Melhor Bloqueador de toda competição.No ano seguinte foi novamente convocado para seleção e disputou a primeira edição da Liga Mundial em 1990 e obteve  a medalha de bronze, a primeira medalha do Brasil na competição, cuja Fase Final deu-se em Osaka-Japão .
Em 1988 deixou o Pirelli e passou a defender o Fiat/Minas, quando foi convocado para Seleção Brasileira pelo então técnico Young Wan Sohn em preparação para os Jogos Olímpicos de Verão de Seul.
Também em 1990 esteve na equipe brasileira que disputou o Campeonato Mundial, realizado no Rio de Janeiro-Brasil , sendo semifinalista e ao final da competição encerrou pela seleção na quarta posição, desperdiçando a chance de ocupar um dos lugares no pódio, e jogou ao lado de Marcelo Negrão, Jorge Edson, Giovane Gávio, Pompeu, Paulão, Maurício, Janelson,  Carlão, Wagner Bocão, Betinho, Pampa e Tande,  o técnico era Bebeto de Freitas que foi auxiliado por Jorjão.
Em 1991 vinculado ao Fiat/Minas, esteve na seleção principal mais uma vez, vestindo a camisa#10, quando foi convocado pelo técnico Josenildo de Carvalho para disputar a Liga Mundial  e ao final da competição terminou na quinta posição.
Cidão formou-se em Educação Física pela Unisanta com bacharelado em Esportes, foi atleta da Seleção Brasileira no período de 1983 a 1991 e foi fundador e presidente da  Associação Nacional de Esportes(ANE), além de ter coordenado o Projeto “Integrar Arte e Vida” e assim como atuou na Associação Nacional de Desenvolvimento do Esporte e Educação.
Após encerrar carreira seguiu ligado ao esporte como Gestor Esportivo e em 1/1/ 2012 tomou posse da Secretaria de Esportes de Santos.

## Títulos e Resultados
- 1991- 5º Lugar Liga Mundial   (Milão,  Itália)[8]
- 1990- 4º Lugar  do Campeonato Mundial (Rio de Janeiro,  Brasil)[5]

## Premiações Individuais
- Melhor Bloqueador do Campeonato Sul-Americano de 1989[1]